# Гузарі
Гузарі — український рід.

## Походження
За дослідженнями Марії Рипан родовід Гузарів починається від угорського магната, що прибув до Бучача в XVIII ст. під взятим прізвищем Гузар.
Першим відомим представником родини був священник Дмитро Іванович Гузар, який мав чотирьох дітей — Володимира, Євгена, Лева та Ольгу.

## Нащадки

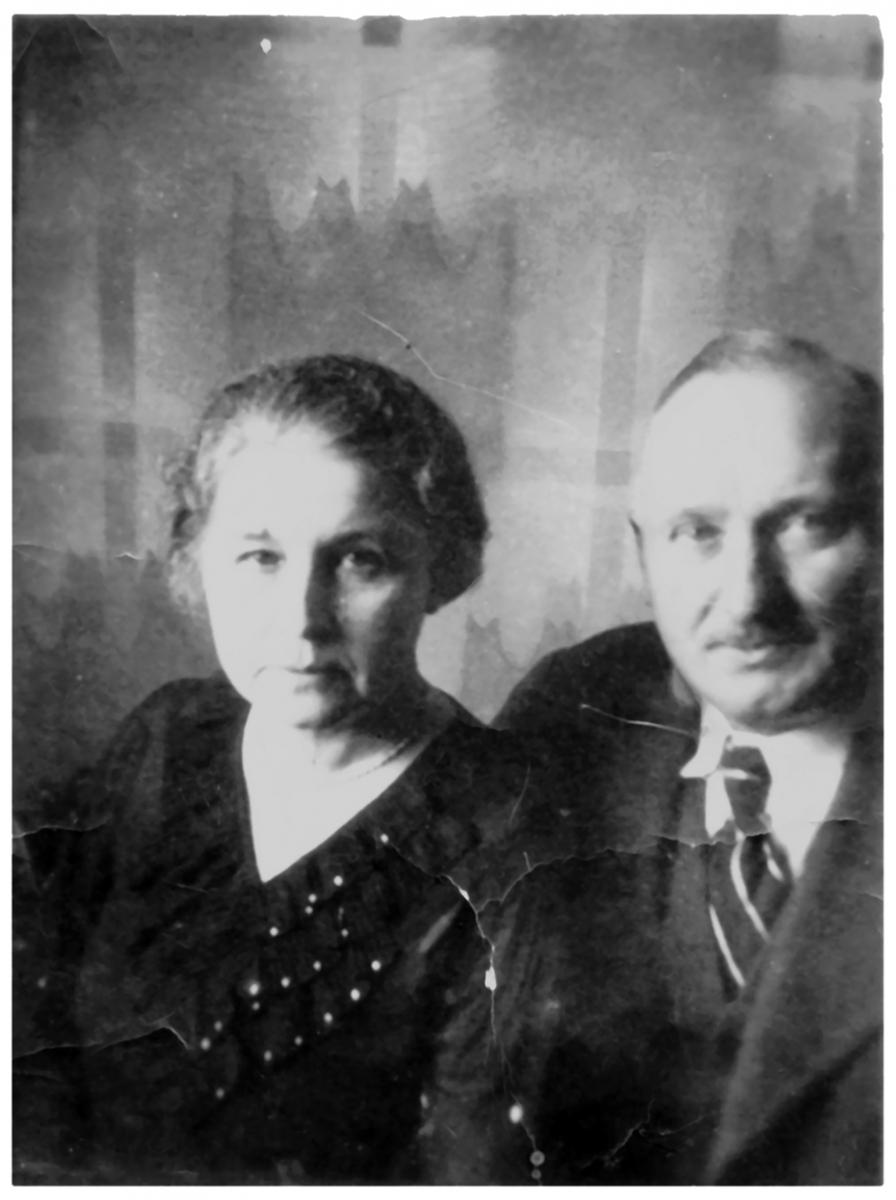
Ольга і Володимир Гузарі

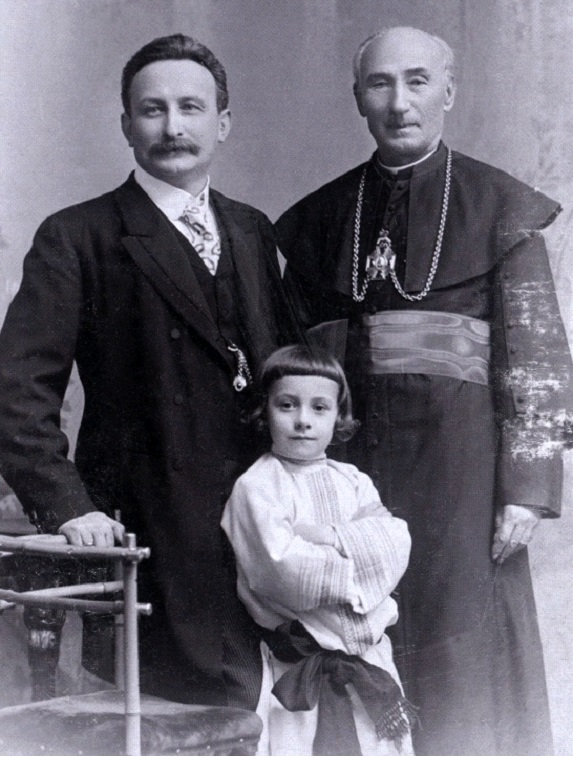
Отець Дмитро Гузар, дідусь чернівецького лікаря Володимира Гузара. На цій світлині він з одним зі своїх синів – Левом і внуком Ярославом (Лев і Ярослав – дідусь і батько Блаженнішого Любомира)

- Іван Гузар (*1800 — †1863)
  - Дмитро Іванович (*1823 — †1908) — греко-католицький священик, парох у містечку Завалів ∞ Кароліна NN (*? — † 1881)[1]
    - Володимир Дмитрович (*? — †?) ∞ Амалія Кльосевич (*? — †?)
      - Євген Володимирович (*? — †?)
      - Роман Володимирович (*? — †?)

    - Євген Дмитрович (*1854 — †1918) — греко-католицький священник, крилошанин, громадський діяч, письменник, катехит в учительській чоловічій семінарії у Львові, з 1906 професор катехитики і методики теологічного факультету Львівського університету. Наприкінці життя служив у соборі Святого Юра у Львові. Був особисто знайомий і вів листування з митрополитом Андреєм Шептицьким. Похований на Личаківському кладовищі[1] ∞ Єлизавета NN (*1856 — †1935)
      - Людмила Євгенівна[3] (*1890 — †?) ∞ Ярослав Воєвідка (*1882 — †1920) ∞ Петро Петрик (*1886 — †1984)
      - Володимир Євгенович (*1881 — †1944) — відомий чернівецький терапевт. Особистий лікар О. Кобилянської ∞ Ольга Захарівна Павлюх (*1885 — †1945)
        - Дмитро Володимирович (*1907 — †після 1970) — інженер, все життя прожив у Парижі ∞ Віра Йосипівна Кос (*? — †?)[4]
          - Леся-Ольга Володимирівна (*? — †?)
          - Дарія Володимирівна (*? — †?)
          - Іларіон-Володимир-Лавретій Володимирович (*? — †?)
          - Марія-Ольга-Софія Володимирівна (*? — †?)

        - Любомир-Євген Володимирович (*1911 — †після 1991) — навчався на юридичному відділені Чернівецького університету, згодом у Франції закінчив інститут філософії та дипломатичну академію. Працював перекладачем та журналістом. У 1930-х займався відновленням діяльності “Пласту” в Чернівцях. У 1938 р. був одним з представників закордонної делегації Карпатської України. Один з найактивніших представників української делегації у віденських перемовинах 1-2 листопада 1938 р. Був особистим перекладачем Августина Волошина під час усіх інтерв’ю. У 1944 р. проживав у м. Віші, де був представником ОУН у Франції. В 1970-1971 роках очолював Українську Національну Єдність (УНЄ) у Франції[5]. Особиста бібліотека зберігається в НБУВ[4]
          - Калина Любомирівна (*? — †?) — громадська діячка, відома активістка українського молодіжного руху у Франції. Співредактор франкомовного журналу "Франко-український бюлетень" та головний редактор журналу "Обмін". Перекладала французькою Василя Стуса, Ірину Жиленко, Євгена Гуцала. Вона також переклала книгу Івана Дзюби “Інтернаціоналізм чи русифікація?”. Мала сина Ореста ∞ Олекса Угрин (*? — †?)[4]

        - Ростислав Володимирович (*1919 — †1945) — член ОУН. Ймовірно свідчив проти членів родини та ОУН. Фігурував у «ясському процесі», але не був засуджений. Втретє його арештували у 1944 р. органи НКВС. Був засуджений до 10 років «Севвостлагу» на Магадані[5]
        - Дарія Володимирівна (*1921 — †1942) — вивчилася у Парижі на театрального декоратора  ∞ Орест Чемеринський (*? — †1942) — публіцист, діяч ОУН. Навчався в Берліні, де керував тамтешньою Українською пресовою службою. Співпрацював з редакцією „Українського слова” (Париж). Входячи до проводу ОУН, після розколу організації увійшов до Київської похідної групи під проводом Олега Кандиби-„Ольжича”. Після початку війни подружжя опинилсь в Києві, де він став співредактором газети „Українське слово”. Там 1941 року були заарештовані німцями. У лютому 1942 р. Орест і Дарина були розстріляні в Бабиному Яру[5]

    - Лев Дмитрович (*1858 — †1923) ∞ Вільгельміна Гамер (*1871 — †1954)[1][4]
      - Олександр Львович (*1889 — †1918)
      - Ярослав Львович (*1896 — †1962) ∞ Ростислава Олександра Демчук (*1904 — †1992)
        - Любомир Ярославович (*1933 — †2017)
        - Марта Ярославівна (*1927 — †2001) ∞ Зенон Василькевич (*1925 — †2014)

    - Ольга Дмитрівна (*1860 — †1933) ∞ Володимир Лукич Левицький (*1856 — †1938)

  - Іван Іванович (*1840 — †1903)
  - Антон Іванович (*1827 — †21.07.1871). Парох  с.Чорнолізці: 1860-1870 р. Похований на цвинтарі с. Чорнолізці.